# Elektrischer Pol
Ein elektrischer Pol ist einer von zwei Punkten, zwischen denen eine elektrische Spannung herrscht. Die Zuordnung bzw. Anordnung der beiden Pole heißt Polung oder Polarität.

## Der Pol als Anschlusspunkt

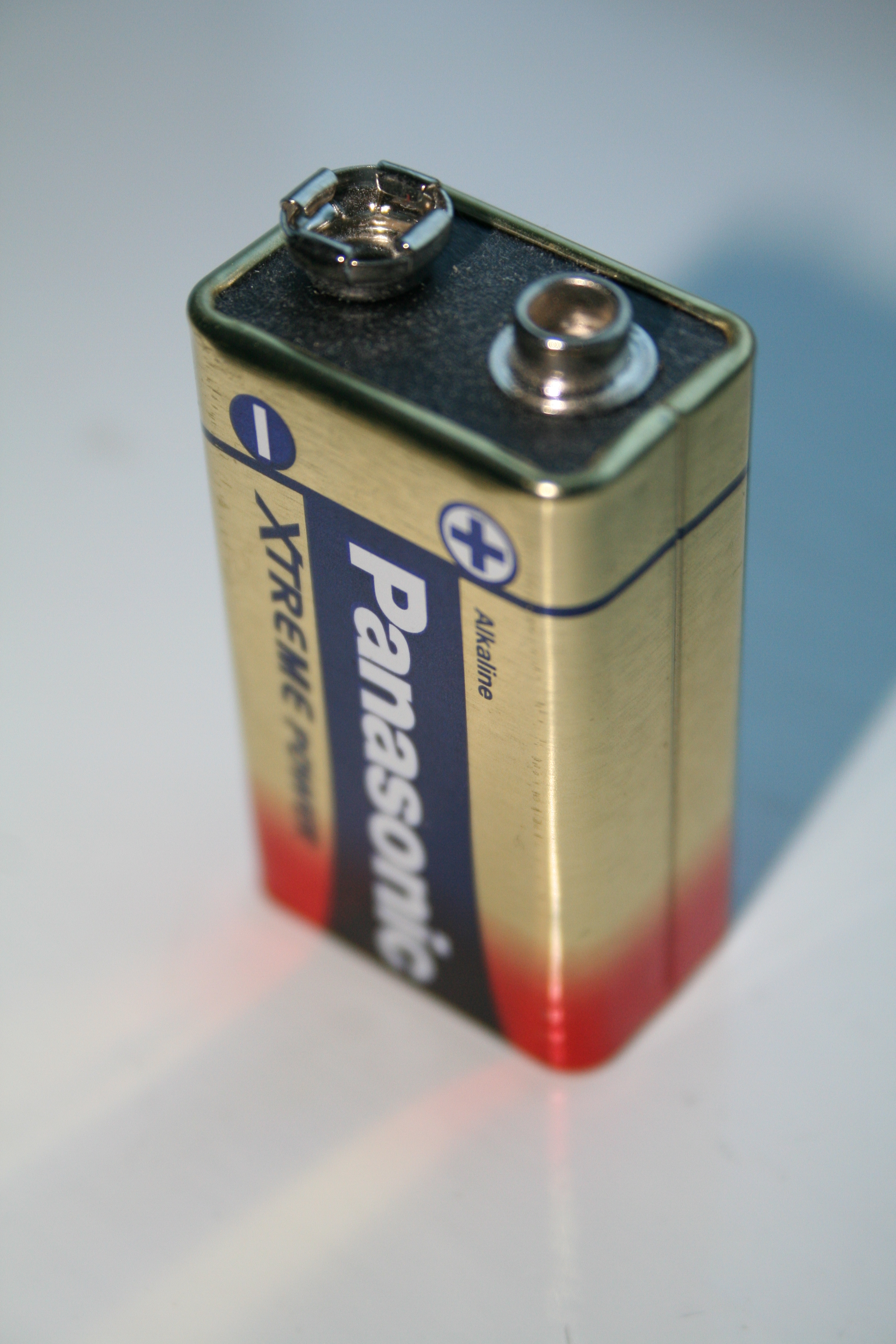
Batterie mit Plus- und Minuspol

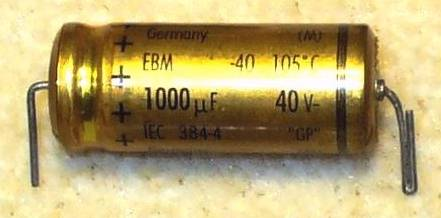
Elektrolytkondensator mit Plus- und Minuspol

In einem elektrischen Stromkreis muss ein elektrisches Bauelement (z. B. Batterie, Glühlampe) so angeschlossen werden, dass elektrische Ladung hindurchfließen kann. Dazu benötigt dieses (mindestens) zwei Anschlussstellen, genannt Pole, sodass die Ladungsträger an einer Stelle hinein und an der anderen heraus fließen können. Für den Anschluss eines Bauelementes gibt es daher (mindestens) zwei Möglichkeiten, die sich durch die Richtung unterscheiden, in der der Strom durch das Bauelement fließt. Wenn die Stromrichtung für das Bauelement eine Rolle spielt, so muss die elektrische Verbindung polrichtig erfolgen, das heißt die beiden Pole müssen richtig zugeordnet werden.
Eine elektrische Spannung hat immer zwei Pole, zwischen denen eine Potentialdifferenz vorliegt. Bei Gleichspannung sind dies der positive Pol (Pluspol, kurz Plus, Zeichen +) und der negative Pol (Minuspol, kurz Minus, Zeichen −). Einzelne elektrische Pole bei Spannungsquellen gibt es nicht.
Bei Wechselspannung wechseln die Pole periodisch ihre Polarität.

### Geschichte
Wenn man Bernstein, einen Glasstab, eine Harz- oder eine Siegellackstange an Wolle oder Fell reibt, bemerkt man, dass leichte Körper (z. B. Staub) angezogen werden. Das Phänomen kannten schon die Griechen beim Bernstein, den sie „Elektron“ nannten. Dieser Bereich der Physik wurde später zur Elektrizitätslehre.
Man fand, dass der dabei auftretenden Ladung (z. B. der des Glasstabs) stets eine gleich große entgegengesetzte Ladung gegenübersteht. Vereinigt man die beiden entstandenen Ladungen, so heben sie einander auf (neutralisieren sich). Die Ladungen entstehen durch eine Ladungstrennung, die beim Reiben auftritt. Meyers Großes Konversationslexikon 1905 schrieb dazu:

„Zwei Größen, die sich so verhalten, bezeichnet man als entgegengesetzte, und zwar die eine als positiv, die andere als negativ. […] Welche von beiden als positiv zu betrachten sei, darüber geben uns die Erscheinungen selbst keinen Wink; man ist aber übereingekommen, die Glaselektrizität positiv, die Harzelektrizität negativ zu nennen.“

Es wurde also festgelegt, welcher der beiden Pole als positiver und welcher als negativer Pol zu bezeichnen ist – die „Glaselektrizität“ wurde als „positiv“ festgelegt, unabhängig davon, wodurch (z. B. geriebener Stab, Batterie, Dynamo, Blitz) der Potentialunterschied zwischen den Polen hergestellt wird. Als später jene Teilchen entdeckt wurden, derentwegen die Harz- (Bernstein-)Elektrizität „negativ“ ist, wurde der griechische Namen für Bernstein – Elektron – auf diese Teilchen übertragen und damit wurden Elektronen zu negativen Ladungsträgern.

### Technische Bedeutung

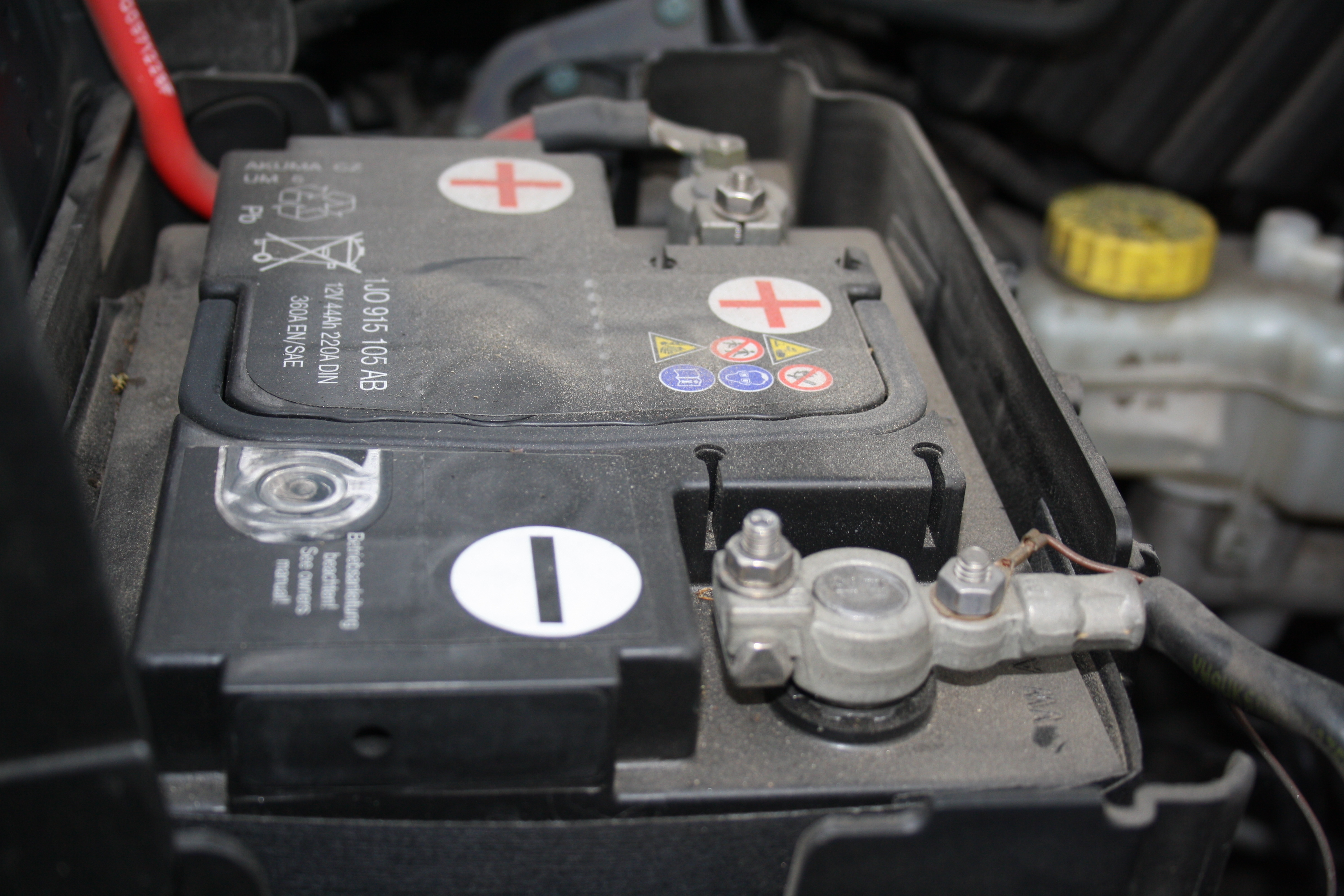
Bei Blei-Autoakkumulatoren besitzt der Pluspol einen größeren Bolzen-Durchmesser als der Minuspol.

Bei Batterien, Akkumulatoren und elektrochemischen Elementen ergibt sich die Polung aus der elektrochemischen Spannungsreihe. Bei Thermoelementen ergibt sie sich aus der thermoelektrischen Spannungsreihe.
Bei Gleichspannung herrscht in metallischen Leitern am Pluspol Elektronenmangel und am Minuspol Elektronenüberschuss.
Der Pluspol wird oft mit der Farbe Rot und der Minuspol mit der Farbe Blau gekennzeichnet.

#### Verpolungsschutz
Manche Geräte und Baugruppen (Sensoren, Batterien, Stecker) sind gegen eine Verwechslung der Pole (Verpolung) geschützt. Entweder sind sie elektrisch geschützt – ein falscher Anschluss führt in diesem Falle nicht zur Zerstörung, sondern höchstens zu einer Sicherungsauslösung – oder mechanisch durch geeignet geformte Stecker oder verschieden geformte Kontakte (zum Beispiel die verschiedenen Durchmesser der Polbolzen einer Autobatterie).

#### Polung bei Wechselspannungen
Bei Wechselspannung ist oft ebenfalls die Polzuordnung vorgeschrieben, um eine korrekte Phasen- oder Potentialzuordnung zu erreichen. Beispiele sind Lautsprecherboxen oder die Wicklungen von Übertragern und Transformatoren. Da die Kennzeichnung mit „+“ und „−“ irreführend wäre (aber dennoch zuweilen so erfolgt), haben sich folgende Begriffe etabliert:

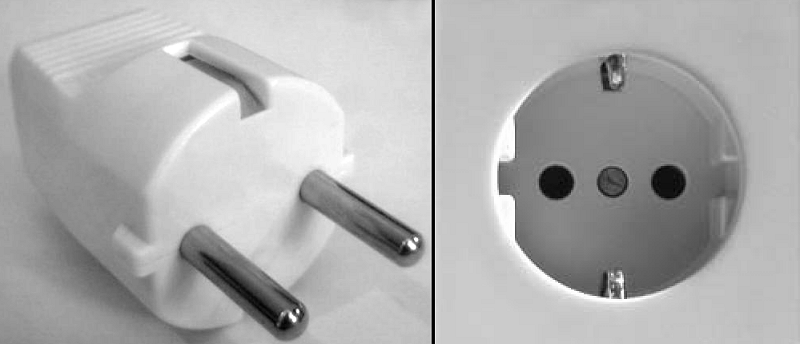
Schukostecker (2-polig) und Steckdose im Stromnetz

- „kalt“ für Erdpotential und „heiß“ für den Gegenpol (Nachrichtentechnik; bei symmetrischer Signalübertragung auch für die 0°- und die 180°-Phase)
- Neutralleiter für Erdpotential und Außenleiter oder „Phase“ für den Gegenpol (Stromnetz)
- Sternchen für Anschlüsse gleicher Phasenlage (Kennzeichnung der Wicklungen von Transformatoren in einem Stromlaufplan)
- rot und schwarz (oder keine Kennfarbe) zum phasenrichtigen Anschluss von Lautsprechern und Lautsprecherboxen

#### Bestimmung und Messung
Die Art eines Poles gegenüber dem Gegenpol oder gegenüber Erde kann folgendermaßen bestimmt werden:
- mit einem Spannungsmessgerät: es zeigt die (richtige) Polarität durch ein (fehlendes) Minuszeichen oder die Richtung des Zeigerausschlages an;
- die Polart gegenüber Erdpotential mit einem Elektrofeldmeter.

Weitere Hilfsmittel:
- Bei einem Phasenprüfer oder einer Glimmlampe leuchtet bei Gleichspannung nur die negative Elektrode (Kathode).
- Ausnutzen des Verhaltens einer Diode: ist sie in technischer Stromrichtung (Plus nach Minus) in Serie zu einem Verbraucher (zum Beispiel eine Glühlampe) geschaltet, kann nur dann Strom fließen, wenn ihre Kathode in Richtung des negativen Pols liegt. Das Symbol der Diode zeigt die technische Stromrichtung an;